# Augusto Murri
Augusto Murri (Fermo, 8 settembre 1841 – Bologna, 11 novembre 1932) è stato un medico e politico italiano.
È considerato uno dei più grandi clinici del suo tempo, autore di una vastissima attività scientifica.

## Biografia

### Gli studi
Il padre, avvocato di orientamento mazziniano ed avversario del governo papale, aveva negato ai figli la frequentazione delle scuole dei Gesuiti (le sole esistenti allora a Fermo), cosicché il ragazzo si ritrovò ben presto a studiare con il solo aiuto della madre la quale, come molti altri a lui vicini, non lo riteneva dotato di grande intelligenza (giudizio che arrivò ad influenzare anche il giovane Augusto). La lettura dell'Orlando Furioso ebbe per il ragazzo un effetto sconvolgente, al punto da risvegliare in lui passione, curiosità e amore per il sapere. "Mi parve che la mia anima si destasse per la prima volta, e mi credetti destinato a diventare un letterato". A Firenze, dove si era trasferito con la madre, frequentò la scuola degli Scolopi in San Giovannino, ottenendo la licenza ginnasiale in due anni, e quella liceale in uno solo. Si laureò in medicina presso l'Università di Camerino nel 1863, a soli 22 anni.

### Il percorso post-universitario
Successivamente Augusto Murri raggiunse Parigi, dove poté frequentare le lezioni di Bazin, Fournier e Armand Trousseau. Vinse poi una borsa di studio grazie alla quale si recò in Germania dove, sotto la guida del Traube, compì la preparazione allo studio metodico del malato, al quale si era accostato durante il terzo anno di medicina leggendo gli scritti di Maurizio Bufalini. Qui realizzò un lavoro sull'itterizia grave, pubblicato su Lo Sperimentale a Firenze nel 1868, nel quale riconduceva la malattia a profondi cambiamenti nelle proprietà del fluido sanguigno: tale studio gli permise di ottenere il 5 febbraio del 1869 il posto d'aiuto alla cattedra di Guido Baccelli nella Clinica medica di Roma. Risalgono a questo periodo i suoi studi sull'arseniato di chinina ad alte dosi nelle febbri malariche, sul potere regolatore della temperatura animale e sulla teoria della febbre. Nel 1874, nonostante l'aiuto e l'impegno di Baccelli, non riuscì ad aggiudicarsi la cattedra vacante di Torino, ma l'anno successivo fu destinato dal ministro Ruggero Bonghi a Bologna, città dalla quale non si mosse più. Qui infatti, nel 1892, succedette al professor Luigi Concato (trasferitosi a Padova) come direttore della clinica e durante il biennio 1888-1889 gli fu affidato l'incarico di rettore dell'ateneo bolognese, posizione dalla quale esercitò un'indubbia attrazione su allievi, colleghi e pazienti.

### Medico condotto
Nel corso della sua vita si vide costretto per ragioni economiche ad esercitare la professione di medico condotto a San Severino Marche, Cupramarittima, Fabriano e Civitavecchia. Egli si augurava che il medico tradizionale, enciclopedico ed armato solamente delle nozioni apprese nella scuola, potesse trasformarsi nella figura ideale di un medico che sapesse fare affidamento sulla propria esperienza, ma che fosse allo stesso tempo capace di analizzarla con criterio e, se necessario, di metterla in discussione. Promuoveva inoltre l'importanza di suddividere la medicina nelle cosiddette specialità e la necessità di una conseguente collaborazione fra medici nell'analisi e terapia dei casi clinici. Il metodo di Augusto Murri mirava non tanto alla diagnosi della malattia, quanto allo studio e all'esame del singolo malato. Strumenti privilegiati, in questo senso, erano lo spirito d'osservazione ed il ricorso all'anamnesi che consentivano al medico di evitare la via, certamente più facile e comoda, dell'argomentazione deduttiva, conferendogli invece un maggiore livello di competenza.

## Il pensiero
L'originalità dell'insegnamento murriano si deve proprio all'eccellente combinazione tra il metodo sperimentale inaugurato da Galileo ed il metodo logico induttivo, secondo uno spirito vigilante di critica nei confronti delle opinioni proprie ed altrui, le quali, avvalorate dall'esperienza, possono in tal modo divenire cognizioni. È considerato non a torto uno dei più grandi innovatori in campo medico del suo tempo, promotore di una clinica pura, incentrata sulla ricerca diretta sul malato come individuo, sui suoi sintomi e sulle cause della malattia. Tale ricerca deve essere attenta e scrupolosa e l'osservazione empirica costituisce quel punto di partenza fondamentale per la formulazione di ipotesi, che necessitano poi di una conferma, in modo da evitare quei preconcetti che conducono inevitabilmente all'errore. Egli attribuisce al medico il solo compito di riconoscere: partendo dal presupposto che non è possibile ottenere una conoscenza soddisfacente ed esaustiva, appaiono essenziali la capacità di critica e la facoltà di mettere eventualmente in discussione le conclusioni tratte dall'indagine. Introduce quindi un fattore determinante ed innovativo, la continuità tra osservazione, ragione ed immaginazione. Augusto Murri, pertanto, ritiene efficace la semplice cura di un sintomo solo se questo viene considerato in relazione al processo che lo genera, e soprattutto al malato che ne soffre ("Non c'è un malato che sia uguale all'altro"). In lui quindi, la meticolosità negli studi e l'accuratezza nell'osservazione e cura dei pazienti si accompagnano all'insegnamento più grande, quello dell'amore all'umanità, e appaiono come due aspetti imprescindibili e vincolanti nell'ambito dell'educazione di un buon medico.

## La ricerca
Eclettica e indubbiamente cospicua fu la ricerca di Augusto Murri in ambito scientifico, in campi come l'istologia, l'anatomia patologica e la microbiologia. Egli diede infatti il nome alla legge della fisiopatologia cardiaca, formulata nel 1887, la quale afferma che, durante la diastole, la pienezza della cavità del cuore fornisce uno stimolo alla sistole. Elaborò poi una teoria della febbre, superando visioni come quella umorale degli Ippocratici o altre che facevano derivare la temperatura febbrile da alterazioni del sistema nervoso. Egli si accostò invece al concetto più attuale che sostiene la molteplicità delle febbri come condizione conseguente a disfunzioni del ricambio durante il decorso di malattie infettive. Si dedicò inoltre alla diagnosi precoce dei malati di tubercolosi, individuò l'emoglobinuria parossistica, mise alla luce diversi aspetti dell'organoterapia, della patologia del ricambio e dell'insufficienza ghiandolare. È opportuno accordare al Murri un prezioso contributo in campo neurologico: studiò infatti le affezioni luetiche del cervello, dei tumori del cervelletto e delle sclerosi cerebrospinali. Fu infine valente redattore di perizie medico-legali. Vissuto nel tempo in cui dominavano due dottrine opposte - la patologia cellulare di Virchow e la teoria dei batteri di Pasteur -, egli seppe porsi come mediatore tra queste tesi antagoniste, evidenziando la necessità di fare ricorso ad entrambe per far luce sul fenomeno della malattia. Condannò sempre la diffusa tendenza a confondere causa morbi ed ens morbi, sottolineando come il medico dovesse passare dalla corsia al laboratorio, e non viceversa.

## La fede
Augusto Murri si professava agnostico, gli ripugnava lo scetticismo e l'indifferenza e riteneva nobile qualsiasi credenza fosse manifestata con convinzione e fervore. "Un briciolo di fede mi pare d'averlo tutti. Perché anch'io non temo il Dopo? Perché penso che nella vita non ho fatto cose che meritino pena...". Egli riponeva grande fiducia nella ragione, nella scienza beneficatrice, nella bontà e nella giustizia. Il cammino della sua vita era illuminato dalla gioia di prodigarsi per alleviare le sofferenze altrui; per lui, razionalismo scientifico e valore educativo della scienza si equivalevano. Manifestò sempre grande umanità nel trattamento dei suoi pazienti, e dalla cattedra si adoperò sistematicamente nell'infondere nei suoi allievi entusiasmo, amore per la libertà e per la giustizia. Per questi motivi la sua fama non è limitata all'ambito medico-sanitario, ma è stato più volte elevato a maestro di vita.
Augusto Murri fece parte della Massoneria.

## Il deputato Murri
In un periodo in cui la tendenza degli uomini di scienza e d'arte era quella di mostrare indifferenza e disinteresse assoluto nei confronti dei problemi civili, Augusto Murri seppe distinguersi anche in campo politico. Si presentava ai suoi elettori di Fermo come radicale di tradizione mazziniana, suscitando con i suoi discorsi grande scalpore tra i partiti di sinistra contro l'onorevole Francesco Crispi (che all'epoca reggeva il governo), ritenendolo ancora legato alla sua politica giovanile ed incapace di svecchiare il proprio ordine di idee. In un'Italia che aveva conquistato l'indipendenza da appena un ventennio, Murri diffidava di quel patriottismo che, nascondendo i conflitti interni al paese, aveva come unico obiettivo il mantenimento del decoro all'estero. Fu deputato alla Camera del Regno e consigliere superiore della pubblica istruzione.

## Il delitto Murri
Il 2 settembre del 1902 fu scoperto a Bologna il cadavere del conte Francesco Bonmartini, marito di Linda, la figlia primogenita di Murri. Lui stesso denunciò per l'uccisione il figlio ventottenne Tullio.
Il processo, iniziato il 21 febbraio 1905 a Torino, si concluse il 12 agosto dello stesso anno con la condanna di Tullio a trent'anni di reclusione per omicidio premeditato e furto. Egli evitò l'ergastolo perché il giudice reputò la sussistenza di circostanze attenuanti. A Linda, istigatrice del delitto, fu comminato invece un soggiorno obbligato di dieci anni a Porto San Giorgio.
Tale delitto, coinvolgendo personaggi di primissimo piano appartenenti ad un'illustre famiglia, agitò la stampa, occupando le pagine di cronaca nera per ben quattro anni. Augusto Murri ne fu indicato da molti come responsabile principale, per non aver educato i suoi figli secondo i principi della morale cristiana. Nonostante le numerose accuse che gli furono rivolte, egli difese sempre con grande fierezza il patrimonio etico del suo insegnamento e della sua vita.
Nel 1906 Vittorio Emanuele III concesse la grazia a Linda che, insieme con i figli, si stabilì inizialmente in una tenuta del padre per poi trasferirsi a Roma, dopo essersi risposata.
La vicenda del delitto Murri è raccontata nel film di Mauro Bolognini del 1974 Fatti di gente perbene.

## Opere
- Augusto Murri, Scritti medici, Gamberini e Parmeggiani Editore, Bologna, 1902, 3 volumi.
- Augusto Murri, Lezioni di clinica medica, Società Editrice Libraria, Milano, 1908, volume di 201 pagine.
- Augusto Murri, Sulla organoterapia. Conferenza tenuta il 27 novembre 1910 dinanzi alla Camera medica di Trento, Zanichelli Editore, Bologna, 1911, volume di 70 pagine.
- Augusto Murri. Il medico pratico, Zanichelli Editore, Bologna, 1914, volume di VIII + 94 pagine
- Augusto Murri, Saggio di perizie medico-legali, Zanichelli Editore, Bologna, 1918, volume di 252 pagine.
- Augusto Murri, Pensieri e precetti, a cura di Antonio Gnudi e Alberto Vedrani, Zanichelli Editore, Bologna, 1924, volume di 265 pagine.
- Augusto Murri, Quattro lezioni e una perizia, Zanichelli Editore, Bologna, 1972, volume di 192 pagine.